# Chelicerata
Cheliceratele constituie una dintre subdiviziunile majore ale încrengăturii Arthropoda, și cuprinde crabi potcoavă, scorpioni, arahnide și păianjeni de mare. Primele chelicerate au fost eurypteridele, care au trăit cu 445 de milioane de ani în urmă în perioada Ordoviciană. Această subîncrengătură include 77 000 specii descrise. Majoritatea sunt terestre, doar crabii potcovă și păianjeni de mare sunt acvatice. Ca toate artropodele, cheliceratele au corpul segmentat, acoperit cu o cuticulă chitinoasă. Corpul lor constă din prosomă (cefalotorace) și opistosomă (abdomen). Opistosoma la unele specii se divide în preabdomen și postabdomen. Pe prosomă se găsesc 4 perechi de membre locomotoare și câte una de chelicere și pedipalpi. Membrele segmentelor abdominale sunt modificate sau lipsesc. O particularitate importantă a cheliceratelor este lipsa antenulelor, prima pereche de membre a prosomei sunt chelicere, care servesc pentru fărâmițarea hranei. Păianjenii au chelicere în formă de colți și le folosesc pentru a injecta veninul în pradă. A doua pereche – pedipalpii – îndeplinesc funcția tactilă, unele specii posedă clește utilizate la vânătoare și în lupte.